# Pau de Samòsata
Pau de Samòsata (en llatí: Paulus, en grec antic: Παυ̂λος ὁ Σαμοσατεύς) va ser un cèlebre heresiarca grecosirià del segle iii. Era nadiu de Samòsata, a la Commagena.
De família de certa posició, no va seguir cap feina que produís riquesa. Va ser elegit bisbe d'Antioquia cap a l'any 260, potser per influència de Zenòbia de Palmira, ja que el seu marit, Odenat era en aquell moment totpoderós a Orient. Atanasi confirma el favor de Zenòbia cap a Pau però no indica que influís en la seva elecció.
Es diu que després de la seva elecció va manifestar en el càrrec rapacitat, vanitat i arrogància, encara que aquestes informacions venen dels seus enemics i han de ser considerades sospitoses. Mentre va ser bisbe va exercir tanmateix el càrrec secular de procurator ducenarius, ofici pel que sembla va amassar més riquesa que per la dignitat religiosa; la seva riquesa va contrastar amb la seva relativa pobresa anterior; va introduir la pompa a l'església i va constituir un tribunal eclesiàstic, que no va tenir èxit, ja que no el van acceptar ni els jueus ni els pagans, i fins i tot els mateixos cristians no n'eren del tot partidaris. El van acusar de viure successivament amb diverses dones joves i maques i d'haver encoratjat als preveres i diaques a fer el mateix.
La seva suposada heretgia és descrita pels seus opositors sobretot per Eusebi de Cesarea i Epifani I de Constància, i era idèntica a la d'Artemes o Artemó, i consistia en negar la divinitat de Crist i dir que només era un Profeta amb més virtuts que altres.
Quan aquestes doctrines es van propagar els seus opositors van decidir prendre mesures i van convocar un concili al que van convidar a Dionís d'Alexandria, que se'n va excusar per l'edat; la carta que Dionís va escriure a Pau no deixa veure que l'heretgia fos greu, però la reproducció de la carta a les actes del concili apareix sensiblement diferent, cosa que indicaria que Pau va ser objecte d'un atac en regla. El concili o sínode va tenir lloc a Antioquia cap a l'any 268 i el va presidir Firmilià, bisbe de Cesarea de Capadòcia; hi van ser presents Gregori Taumaturg i el seu germà Atenodor, i Firmilià va condemnar les doctrines de Pau o atribuïdes a Pau, però va acceptar la seva retracció.
Però després del sínode Pau va mantenir les seves opinions i es va convocar un segon concili o sínode. Firmilià va morir quan anava a Antioquia des de Tars i llavors la presidència va recaure en Hel·lè de Tars. Eusebi de Cesarea diu que aquest segon concili es va fer quan ja era emperador Aurelià que va pujar al tron l'any 270 però Tillemont pensa que es va fer el 269. És possible que entre els dos sínodes ni hagués hagut un altre. Al darrer concili Pau va intentar conciliar les seves opinions amb l'ortodòxia però el prevere Malquió, mestre d'una de les escoles de literatura d'Antioquia, ho va refutar. La decisió del concili va ser unànime i va decretar la deposició de Pau, i en lloc seu es va nomenar Domne, fill de l'antic bisbe Demetrià.
Pau va negar la jurisdicció del concili i segurament amb el suport de Zenòbia va refusar entregar l'església; els ortodoxos van escriure a les esglésies d'Orient demanant el reconeixement universal per Domne i convidant a Pau a unir-se als artemonites, els deixebles d'Artemó.
Enderrocada Zenòbia i dominat Orient per Aurelià, els guanyadors van apel·lar a l'emperador contra Pau, que va ser expulsat del càrrec. Ja no torna a ser esmentat.
Una secta coneguda com els «paulians» o «paulianistes» (Παυλιανισταί) va existir durant algun temps però mai va agafar importància i es va extingir al segle v. Es pensa que un deixeble seu, Llucià d'Antioquia va tenir una certa influència en Arri, el fundador de l'arrianisme. Joan Damascè esmenta una obra de Pau: οἱ πρὸς Σαβειανὰν λόγοι, Ad Sabianum Libri.